# Бабина Гора (пам'ятка природи)
Гора́ «Ба́бина» — геоморфологічне утворення, геологічна пам'ятка природи місцевого значення в Україні. Розташована на південній окраїні села Залужжя Тернопільського району Тернопільської області, на маківці виступу правого берега річки Гнізна. 
Площа 7,4 га. Оголошена об'єктом природно-заповідного фонду рішенням виконкому Тернопільської обласної ради від 14 березня 1977 року № 131 зі змінами, затвердженими рішенням Тернопільської обласної ради від 27 квітня 2001 року № 238. Перебуває у віданні Залужанської сільради (4,3 га) і Тернопільського держлісгоспу (3,1 га). 
Під охороною — відроги Товтрової гряди, складені рифовими органогенно-детритовими й онкоїдними вапняками неогенного віку, в яких трапляються скам'янілі рештки морської фауни.